# Лёвшино (рабочий посёлок)
Лёвшино — бывший рабочий посёлок (в 1928—1939 гг.), а до этого — село (со станцией), находившееся при впадении реки Чусовая в Каму, слева. Сейчас эта территория находится под водами Камского водохранилища и частично в городской черте современной Перми. Лёвшино включено в состав Перми в 1940 году, а в 1954 году затоплено и перенесено вверх по берегу водохранилища, превратившись в современный микрорайон Лёвшино.

## Население
| 1904 | 1926  | 1931  | 1934  | 1939    |
| ---- | ----- | ----- | ----- | ------- |
| 1406 | ↗1715 | ↗2934 | ↗3300 | ↗24 694 |

## История
В середине XVII века на левом берегу Камы, в устье реки Чусовая, поселился перевозчик Андрейка Лёвша. Он стал заниматься перевозом через реку, по его имени и место получило название Лёвшинский перевоз.
С начала XVIII века река Чусовая стала важной транзитной артерией. По ней с 1702 г. сплавляли значительное количество металла, а также руду, железо и каменный уголь. В 1970 году в газете «Вечерняя Пермь» Александр Шарц (Шарцев) писал: "«В 1702 году у поселения из трех домиков остановился первый в истории уральской промышленности караван с железом, пушками, мортирами и воинским снаряжением, изготовленным на Каменском заводе». В устье реки, у Лёвшина перевоза, происходила переформировка караванов. Перевоз позднее получил название «Лёвшино».
Во время навигации в Лёвшино трудилось на перегрузке караванов и грузов около 3,5 тыс. человек. В селении имелись: православная церковь, церковная школа, чайная столовая, 4 торговые лавки, 3 пивные лавки и ночлежный дом на 73 человека. Домов было: обычных крестьянских — 43, дач — 35 и отдельно стоящих торговых и др. зданий на складах пристани — 15. Постоянных жителей в селе числилось 1340 человек.
В 1878 году через Левшино прошла первая на Урале Горнозаводская железная дорога, появилась железнодорожная станция Лёвшино.
В 1893 году заложена, в 1895 году освещена, православная Петро-Павловская церковь, возведённая по проекту архитектора А. Б. Турчевича (на ул. Старой). В Лёвшино было ещё две часовни: деревянная, в честь пророка Илии (недалеко от церкви), и другая, в честь иконы Иверской Божией матери, на железнодорожной станции.
В 1903 году построена возле храма церковно-приходская школа; в ней ежегодно обучалось 90—129 детей.
В 1918 году Лёвшинское и Васильевское сельские общества выделились из Краснослудской волости в самостоятельную Лёвшинскую волость. В том же году в ночь с 12 на 13 июня были похищены в Перми, вывезены в направлении Лёвшино (но не доезжая до него) и убиты Михаил Романов и его секретарь Николай Жонсон. Место их захоронения до сих пор не обнаружено.
В 1919 году сгорела Камская флотилия и пристань.
В 1920-е гг. на железнодорожной станции открылся клуб имени грузчика Наймушина. Церковно-приходская школа превращена в единую трудовую школу первой ступени. Закрылись старые производства, и село опустело.
На момент проведения переписи населения 1926 года упоминается как село с железнодорожной станцией Лёвшино, а на момент публикации итогов переписи в 1928 году оно уже относится к городским населённым пунктам. К 1926 году Лёвшино входило в Мотовилихинский район Уральской области РСФСР, а с октября 1927 года — в расширенный за счёт его территории Калининский район той же области.
27 августа 1928 года Лёвшино преобразовано в рабочий посёлок. Постановлением Президиума ВЦИК «Об изменениях в составе городов, рабочих поселков и районов Уральской области», 10 июня 1931 года с упразднением Калининского района, рабочий посёлок был переподчинён Пермскому горсовету.
В 1930-е гг. начались изыскательские работы на строительстве Камской ГЭС.
В 1934 году построен лесозавод.
В 1935 году около Банной горы построили деревообрабатывающий завод; оба предприятия позднее объединены в Лёвшинский лесокомбинат, на баз которого в 1948 году создан Пермский домостроительный комбинат (ул. Дачная, 10).
В 1938 году, в связи с подготовкой Всесоюзной переписи населения, были упорядочены нумерация домов и список названий улиц по всему Лёвшинскому поселковому совету. В старой части Лёвшино готовились к сносу домов, проводилась их инвентаризация, оценивались жилые строения.
В 1940 году, на момент организации Орджоникидзевского района Перми, рабочий посёлок Лёвшино как самостоятельная единица ликвидирован, и включён в городскую черту.
В 1954 году сильно поднимается уровень воды в связи со строительством Камской ГЭС, и Лёвшино переносят на новое место, получившее название Новое Лёвшино (затем — микрорайон Лёвшино). Краевед Виктор Семянников отметил, что были перенесены все административно-хозяйственные постройки (пристань, железнодорожный вокзал, пристанционная ветка со всеми путевыми строениями), а также участок железной дороги между станциями Кислотный и Лёвшино.

## Известные жители
В Лёвшино до Великой Отечественной войны работал Александр Павлович Лянгасов (1924—1943) — гвардии младший лейтенант Рабоче-крестьянской Красной Армии, Герой Советского Союза (1944).